# The Old Firm
Old Firm er betegnelsen for rivaliseringen mellem de to skotske fodboldklubber Celtic F.C. og Rangers F.C. (Glasgow Rangers), begge fra Glasgow.

## Head-to-head statistik
| Turnering    | Kampe | Rangers | Celtic | Uafgjort |
| ------------ | ----- | ------- | ------ | -------- |
| Ligaen       | 304   | 119     | 100    | 85       |
| Scottish Cup | 48    | 16      | 23     | 9        |
| League Cup   | 47    | 24      | 21     | 2        |
| Samlet       | 399   | 159     | 144    | 96       |

- Seneste opdatering: 1. februar 2014
- Note: Liga-statistik inkluderer play-off kampe fra 1904–05 sæsonen, som Celtic vandt 2–1.

- 1888–1999 statistik: RSSSF; Resterende data: Soccerbase Arkiveret 1. oktober 2007 hos  Wayback Machine